# 포프라트구

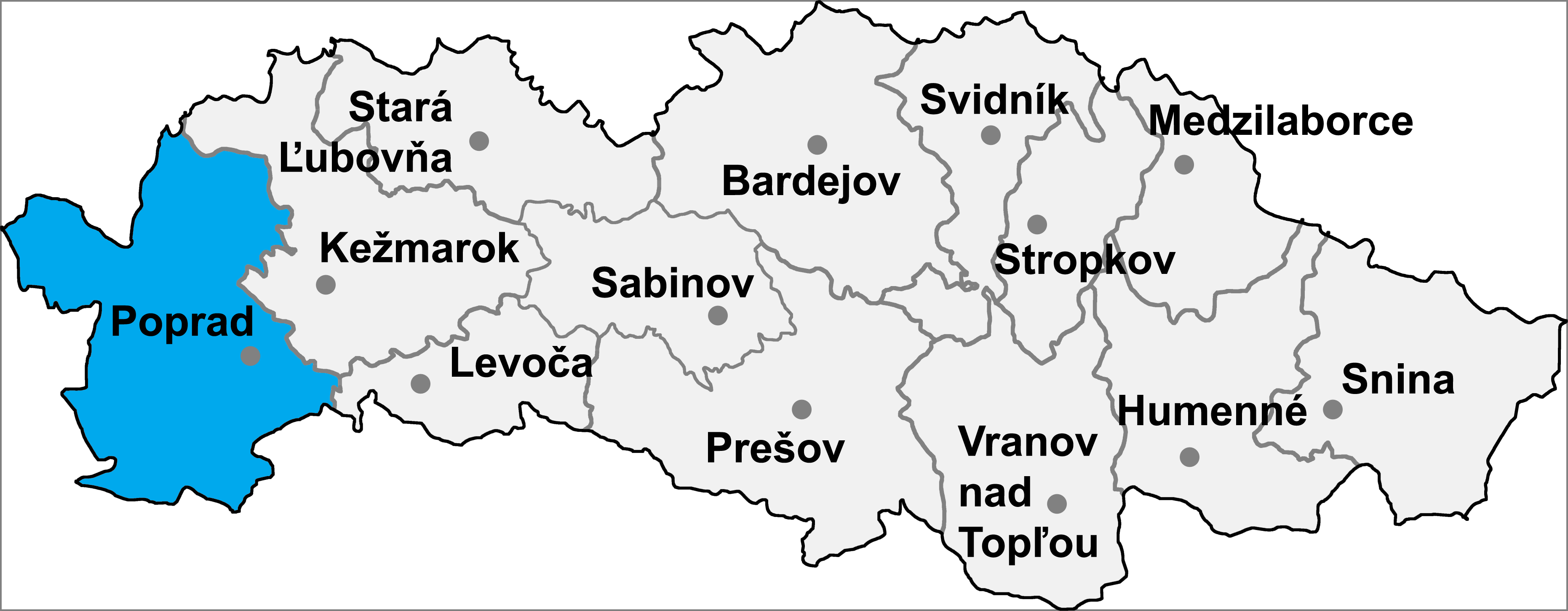
포프라트구의 위치

포프라트구(슬로바키아어: Okres Poprad)는 슬로바키아 프레쇼우주를 구성하는 13개 구 가운데 하나로 행정 중심지는 포프라트이며 면적은 1,105.38km2, 인구는 104,494명(2014년 기준), 인구 밀도는 94.53명/km2이다.
프레쇼우주 서부에 위치하며 29개 지방 자치체(3개 시, 26개 마을)를 관할한다. 북쪽으로는 폴란드와 국경을 접하며 동쪽으로는 케주마로크구, 레보차구, 남동쪽으로는 코시체주 스피슈스카노바베스구, 남쪽으로는 코시체주 로주냐바구, 남서쪽으로는 반스카비스트리차주 브레즈노구, 서쪽으로는 질리나주 립토우스키미쿨라시구와 접한다.